# Josep Maria Vallès i Navarro
Josep Maria Vallès i Navarro (Barcelona, 1967) és un periodista i polític català, alcalde de Sant Cugat del Vallès des de 2023. Des d'octubre de 2024 és el responsable de dirigir la política municipalista del seu partit, Junts per Catalunya.

## Trajectòria
Ha treballat durant més de 30 anys al sector de la comunicació especialitzant-se en l'àmbit local. Ha dirigit, entre d'altres, mitjans com el Tot Sant Cugat, Els 4 Cantons i la revista Món Sant Cugat.
A les eleccions municipals de 2019 va fer el salt a la política, esdevenint regidor a l'Ajuntament de Sant Cugat del Vallès. A les eleccions municipals de 2023 va obtenir 9 regidors, mentre que ERC-MES 4 regidors, PSC 3 regidors, PP 3 regidors, CUP 2 regidors, VOX 2 regidors i En Comú Podem 2 regidors. Finalment va obtenir els suports necessaris per esdevenir alcalde del municipi.
Un any després, al congrés que Junts per Catalunya va celebrar la tardor de 2024, va rebre l'encàrrec de coordinar la política municipal del seu partit.
En l'àmbit privat, és pare de dos fills i es defineix com amant del món de la cultura i de les arts escèniques.

## Publicacions
- Polítics a la carta (Viena Edicions, 2015)
- Confinats (Viena Edicions, 2021)